# VB沃格
VB沃格是法罗群岛历史上的一个足球俱乐部，位于法罗群岛的沃格市镇。球队的主体育场为Vesturi á Eidinum体育场。俱乐部曾在法羅群島足球超級聯賽和法罗群岛足球甲级联赛参赛过。

## 历史
VB沃格足球队成立于1905年。1995年该俱乐部与Sumba俱乐部合并为Sumba/VB，但此次合并只持续了一年。2005年两个俱乐部再次合并，名为VB/Sumba。后来俱乐部的名字改为FC Suðuroy。
但现今VB沃格还保持为手球俱乐部继续运作。

## 球队荣誉
- 法羅群島足球超級聯賽：1次
  - 2000

- 法羅群島盃：1次
  - 1974

## 欧洲赛场
- 1Q = 资格赛第一轮

| 赛季    | 赛事         | 轮数 |          | 俱乐部         | 比分     |
| ------- | ------------ | ---- | -------- | -------------- | -------- |
| 2001/02 | 欧洲冠军联赛 | 1Q   | 白俄罗斯 | 斯拉維亞莫茲里 | 0-0, 0-5 |